# Válečný hřbitov u Obstanserseehütte
Válečný hřbitov u jezera Obstanser See je malý hřbitov, který byl vybudován pro padlé rakousko-uherské vojáky, kteří padli v letech 1915-1917 v bojích o vrcholy Cima Frugnoni a Pfannspitze v nadmořské výšce kolem 2300 metrů u jezera Obstanser See. Na hřbitově se nachází pamětní deska a dvanáct pamětních křížů na hrobech identifikovaných vojáků. Hřbitov je obehnán masivním železným plotem.